# Camboulazet
Camboulazet (okzitanisch Cambolaset) ist eine französische Gemeinde im Département Aveyron mit 401 Einwohnern (Stand 1. Januar 2022) in der Region Okzitanien (vor 2016 Midi-Pyrénées). Sie gehört zum  Kanton Ceor-Ségala und zum Arrondissement Villefranche-de-Rouergue (bis 2017 Arrondissement Rodez). Die Einwohner werden Camboulazetois und Camboulazetoises genannt.

## Geografie
Camboulazet liegt etwa 18 Kilometer südsüdwestlich von Rodez im Zentralmassiv. An der südöstlichen Gemeindegrenze verläuft der Fluss Viaur, im Osten mündet sein Zufluss Nauze. Umgeben wird Camboulazet von den Nachbargemeinden Baraqueville im Norden, Manhac im Nordosten und Osten, Sainte-Juliette-sur-Viaur im Osten, Centrès im Süden, Camjac im Südwesten sowie Quins im Westen.

## Bevölkerungsentwicklung
| Jahr                       | 1962 | 1968 | 1975 | 1982 | 1990 | 1999 | 2006 | 2019 |
| -------------------------- | ---- | ---- | ---- | ---- | ---- | ---- | ---- | ---- |
| Einwohner                  | 426  | 397  | 344  | 329  | 295  | 314  | 342  | 388  |
| Quellen: Cassini und INSEE |      |      |      |      |      |      |      |      |

## Sehenswürdigkeiten
- Gotische Kirche Saint-Amans von 1540

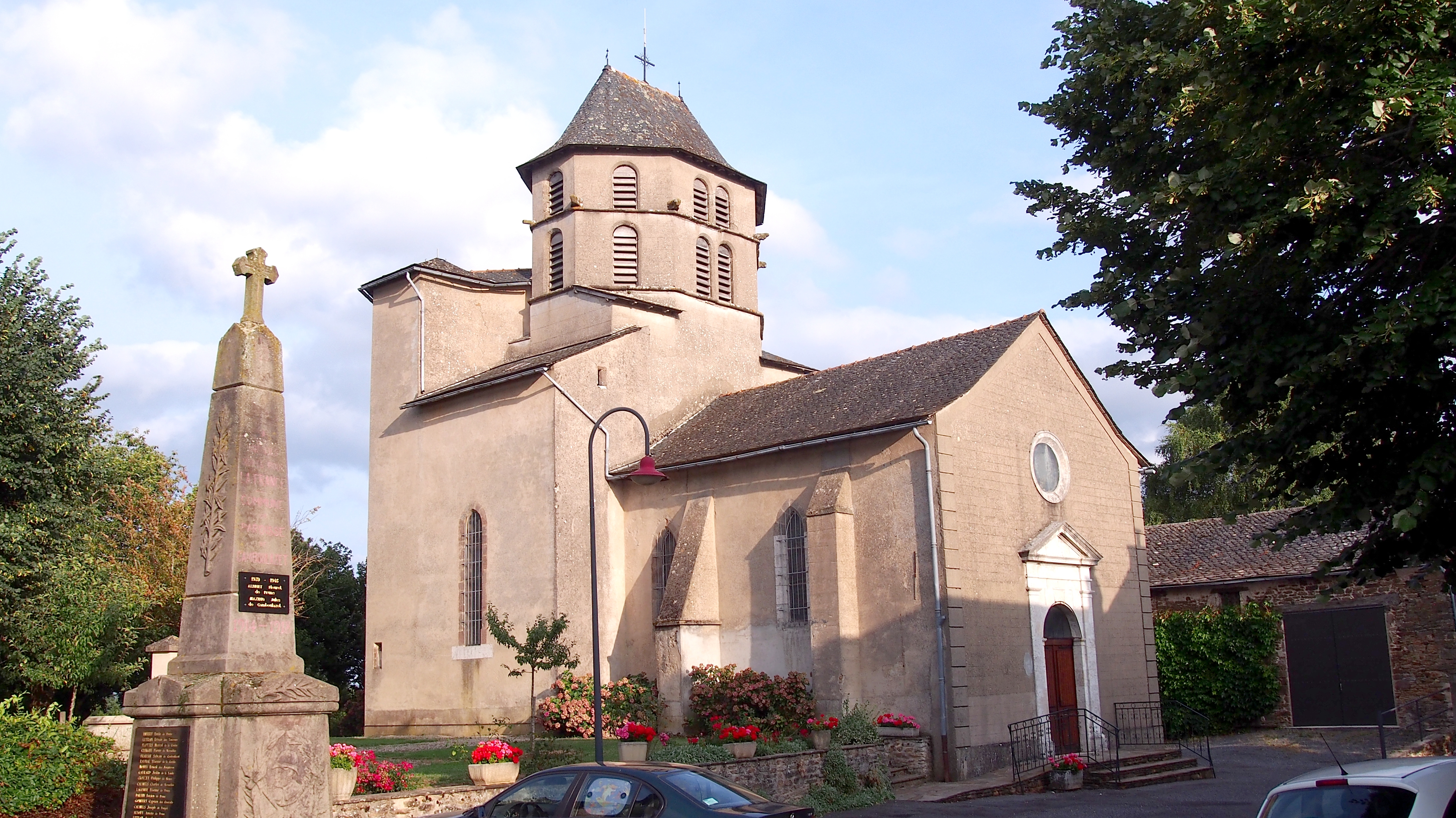
Kirche Saint-Amans